# Fahlmans conditori

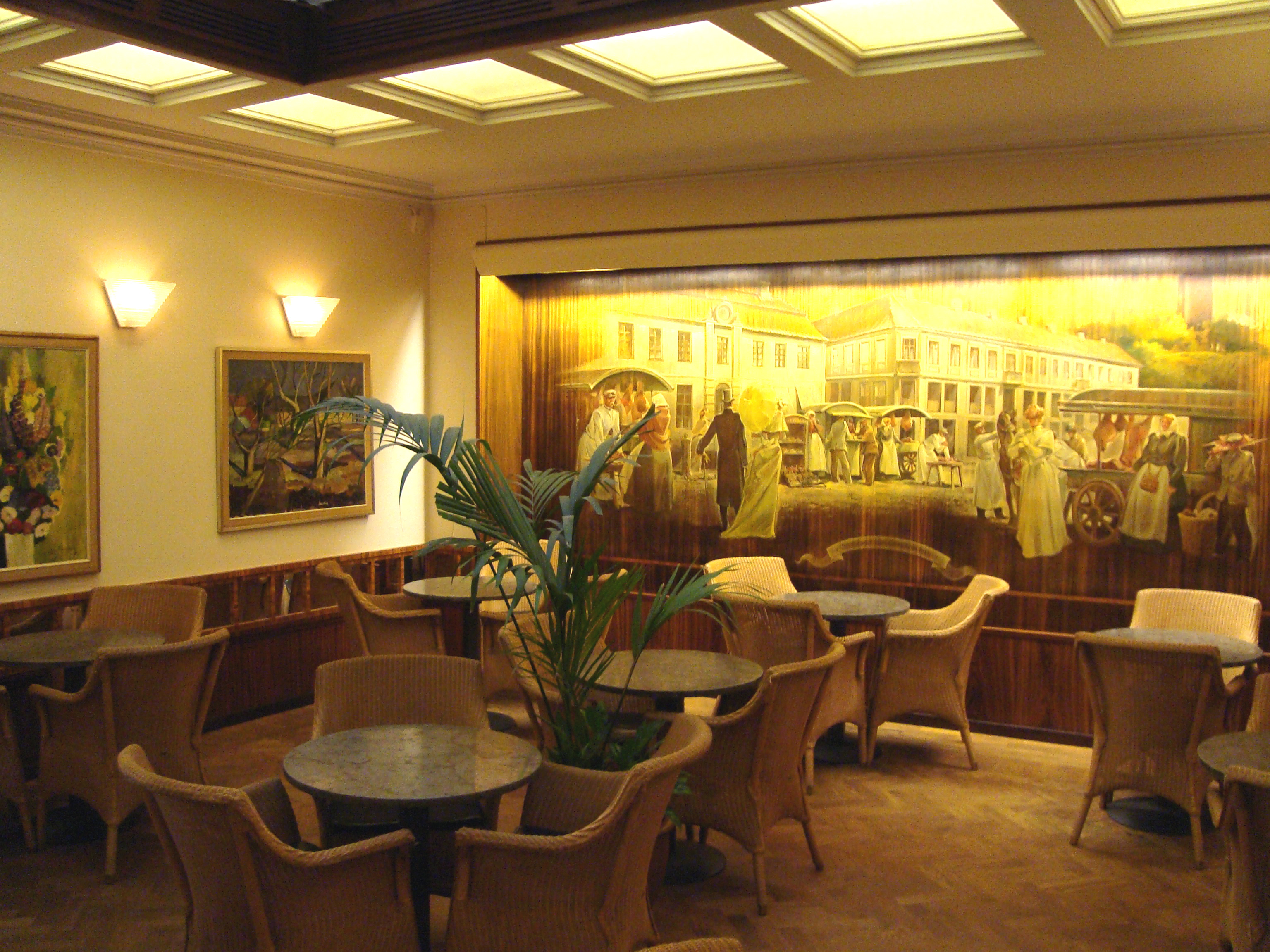
Herrummet.

Fahlmans conditori är ett konditori i Helsingborg. Det grundades 1914 av konditorn Georg Fahlman och har sedan 1921 varit inhyst i fastigheten på det västra hörnet av Kullagatan och Stortorget, som numera är känd som "Fahlmans hörna" eller "Fahlmanska huset". Den goda placeringen vid Helsingborgs största affärsgata har gjort konditoriet till ett av de mest välbesökta i staden. Konditoriet finns inkluderat i Stiftelsen Sveriges Bästa Bords lista "Sveriges bästa konditorier & kaféer". Samma stiftelse utsåg 2011 Fahlmans till "Årets konditori 2011".

## Om konditoriet
Verksamheten låg vid starten på Drottninggatan 15, men flyttade 1921 till sitt nuvarande läge. Där fick konditoriet till en början dela lokaler med Hedéns bokhandel, vars ingång vette mot Stortorget, medan konditoriets ingång vette mot Kullagatan. Serveringsdelen var belägen på andra våningen medan familjen Fahlmans bostad låg på tredje våningen. Hela fastigheten köptes av Fahlman år 1923 och denne genomförde en större ombyggnad av huset 1930 där den byggdes på med ytterligare en våning. Under den tid då Gustaf VI Adolf hade sitt sommarresidens på Sofiero norr om staden var kungen en flitig gäst och konditoriet erhöll benämningen Kunglig hovleverantör. Konditoriet övertogs på 1960-talet av sonen Lars, som senare fick sällskap av brodern Börje vilken under en tid drivit ett konditori i Lund. Dessa köpte ut sina systrar ur bolaget och ägde därefter var sin hälft av företaget. Börjes andel köptes 1984 upp av Märklarefirman A. Cronholm AB, vars verksamhet är inhyst i Fahlmanska huset. Numera drivs verksamheten av Lars söner Mikael och Pierre. Från Georg Fahlmans tid som praktikant i Lausanne i Schweiz stammar konditoriets specialitet: Fahlmans special. Det är en tårta som består av nötbotten och chokladsockerkaka med hasselnötskräm mellan, toppad av en grön, kakaopudrad marsipanskiva med Fahlmans logotyp som silhuett i kakaon.
Konditoriets inredning har bland annat utformats av inredningsarkitekten David Forsberg, som var verksam i Helsingborg från 1928. Lokalen består av två rum, som tidigare delade in fiket i en damavdelning och en herravdelning. Damrummet vetter ut mot Kullagatan och Stortorget med stora fönster att blicka ut ur. Detta har till stor del behållit sin ursprungliga karaktär, trots en genomgående renovering på 1990-talet. Det består till största delen av konventionella, fyrkantiga bord med tillhörande bordsstolar. Herrummet ligger längre in i konditoriet och är utan fönster. Rummet har en mer avslappnad karaktär med växtlighet och runda bord med rottingfåtöljer. Den södra innerväggen täcks av väggmålningen "Stortorget på den gamla goda tiden" utförd av Carl Kjellberg Jr. 1943 som avbildar Stortorget under 1800-talet. Dess motsatta vägg har en heltäckande spegel. I taket finns ett opakt glasfönster med konditoriets logotyp målad på glaset. Väggarna i konditoriet täcks till största delen av rödbrun fanér, men serveringsdelen genomgick 2008 en renovering då den gjordes ljusare med vita kakelplattor.
Konditoriet utsågs 2011 till "Årets konditori" av stiftelsen Sveriges Bästa Bord med motiveringen
| ” | För att i snart 100 år inom samma familj stått för traditionsrika och kvalitativa bakverk. Dessutom arbetat för en ständig utveckling inom företaget för att anpassa verksamheten till dagens kundkrav, utan att för den skull försaka sitt eget nästan 100-åriga varumärke. | „ |